# Sibbesse (Sibbesse)
Sibbesse ist der größte Ortsteil der gleichnamigen Gemeinde im Landkreis Hildesheim in Niedersachsen.

## Geografische Lage
Der Ortsteil Sibbesse befindet sich nordöstlich der Sieben Berge zwischen Hildesheim und Alfeld (Leine).

## Geschichte
Der Ort wurde 989 als „Sighebretthehusen“ erstmals erwähnt, um 1280 wurde er Sipgedissen genannt. Die Edelherren von Meinersen waren hier begütert. Sie gaben um 1280 im Ort 12 Morgen als Lehen an die Brüder Johannes und Heinrich Grope.
Die im Ort befindliche Kirche entstand im 12. Jahrhundert. Zuwachs bekam der Ort im 16. Jahrhundert durch die Sesshaftmachung von fahrendem Volk, d. h. Sinti aus dem Eichsfeld. Diese hatten sich auf die Reparatur von Töpfen und Kesseln spezialisiert, so dass sie als „Kesselflicker“ bezeichnet wurden. Noch heute lassen sich ihre Spuren anhand der altansässigen Nachnamen nachweisen.
Zu Beginn des 20. Jahrhunderts zählte Sibbesse 751 Menschen.
Am 7. November 1901 wurde der Abschnitt Bodenburg-Gronau der Bahnstrecke Elze–Bodenburg mit je einem Bahnhof in Sibbesse und in Hönze eingeweiht. Das Bahnhofsgebäude von Sibbesse ist nicht erhalten, das von Hönze wurde nach der Stilllegung der Strecke (ab 1966) in ein Wohnhaus umgewandelt und ist am Südrand des Dorfes an der Straße An der Bahn noch zu sehen.
Am 1. März 1974 schlossen sich die Gemeinden Hönze, Möllensen, Petze und Sibbesse zur neuen Gemeinde Sibbesse zusammen.
2023 erlangte ein Tümpel im Hildesheimer Wald bei Sibbesse überregionale Bekanntheit wegen seiner purpurroten Verfärbung. Der Niedersächsische Landesbetrieb für Wasserwirtschaft, Küsten- und Naturschutz (NLWKN) ging von Purpurbakterien als Ursache aus.

## Politik

### Ortsrat
Der Ortsrat von Sibbesse setzt sich aus 2 Ratsfrauen und 7 Ratsherren folgender Parteien zusammen:
- CDU: 4 Sitze
- SPD: 4 Sitze
- Grüne: 1 Sitz

(Stand: Kommunalwahl 11. September 2016)

### Ortsbürgermeister
Der Ortsbürgermeister der Ortschaft Sibbesse ist André Ceglarek (CDU).

### Chronik der Bürger- bzw. Ortsbürgermeister
- 2016–bis dato: André Ceglarek (CDU)
- 2006–2016: Thomas Oelker (CDU)
- 2001–2006: Friedrich Dehne (CDU)
- 1973–2001: Rudolf Baron (SPD)
- 1945–1973: August Klingebiel (SPD)

### Wappen
Der Entwurf des Kommunalwappens der ehemals selbstständigen Gemeinde Sibbesse stammt von dem Heraldiker und Wappenmaler Gustav Völker, der sämtliche Wappen in der Region Hannover entworfen hat. Der Gemeinde wurde das Ortswappen am 11. Februar 1938 durch den Oberpräsidenten der Provinz Hannover verliehen. Der Landrat aus Alfeld überreichte es am 13. April desselben Jahres.
| Wappen von Sibbesse | Blasonierung: „Auf blauem Schild ein gestürztes silbernes Schwert mit goldenem Knauf, rechts und links begleitet von je einer silbernen aufrechten Wolfsangel.“ |
| Wappen von Sibbesse | Wappenbegründung: Die älteste Form des Dorfnamens ist „Siegbrechtshusen“ oder auch „Sibechtsheim“, was so viel wie Heim oder Haus des Siegbrecht, d. h. Siegbringer bzw. Sieger bedeutet. Deshalb das Schwert. Da aber Sibbesse seit ältesten Zeiten Grenzort ist (Aringau – Flenithigau; Niedere Börde – Gelenberger Börde; Amt Gronau – Amt Winzenburg), wurde das alte Grenzzeichen, die Wolfsangel, in das Wappen hereingenommen. |

## Kultur und Sehenswürdigkeiten
Bauwerke

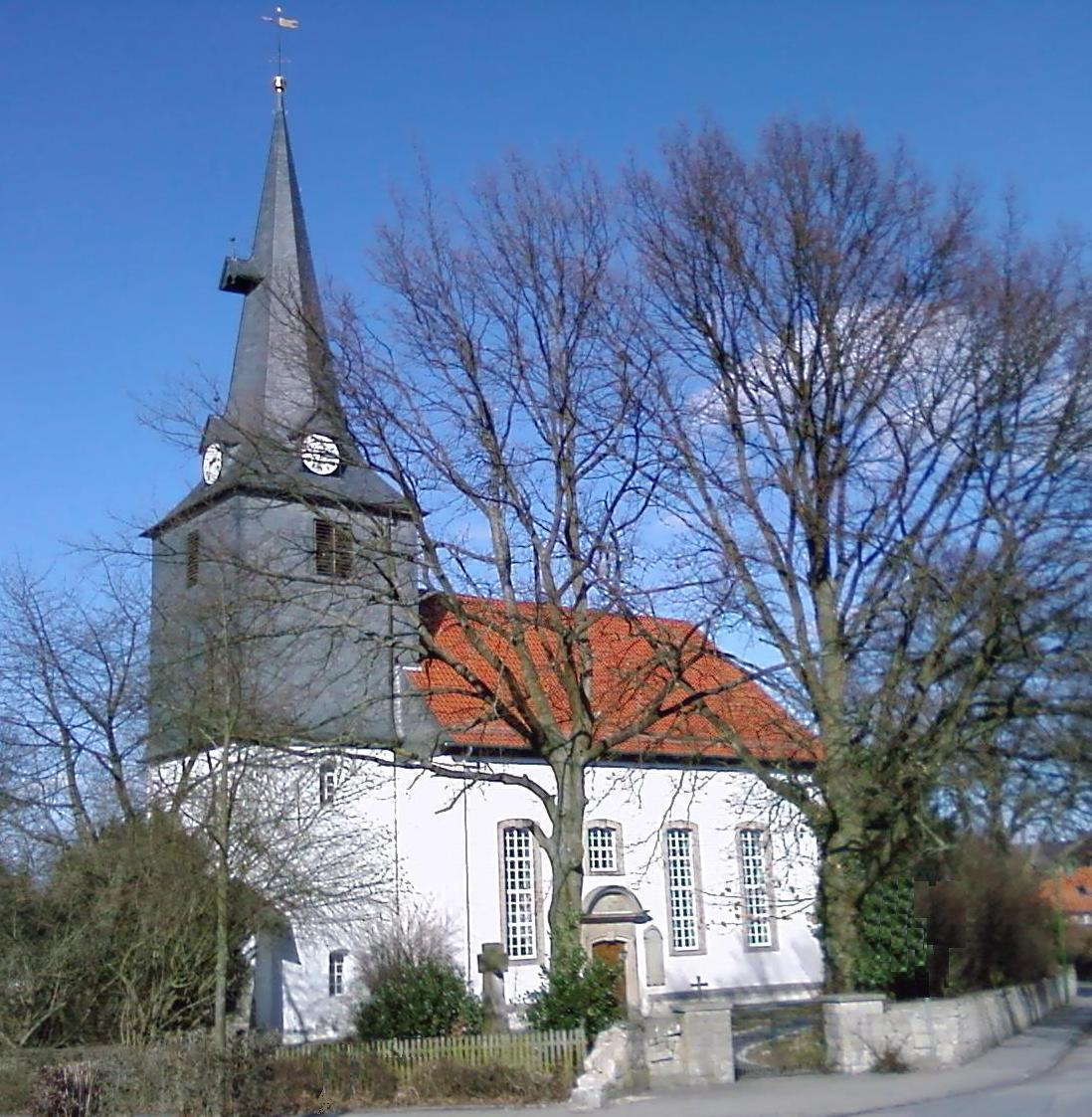
Nicolai-Kirche zu Sibbesse

- Im Ort befindet sich die von 1734 bis 1737 erbaute barocke ev.-luth. Nicolai-Kirche. Ihre Deckenmalerei von 1755 wurde 1893 und 1986 erneuert. Der Kanzelaltar und der Taufengel sind aus der Zeit um 1737, der Taufstein wurde 1607 angefertigt.[11]
- Der 130 m hohe Fernmeldeturm Sibbesse der Deutschen Telekom AG wurde 1973 errichtet.

## Infrastruktur

### Bildung
- Sibbesse verfügt über eine Grundschule

### Sport
- Der Grundschule ist eine kleine Schwimmhalle mit integrierter Sauna angeschlossen, die außerhalb der Unterrichtszeiten auch der Öffentlichkeit zur Verfügung steht
- Der örtliche Sportverein TSV Sibbesse von 1908 e. V. bietet ein umfangreiches Sportprogramm an und ist mit über 700 Mitgliedern einer der größten Vereine in der Umgebung

### Verkehr
Sibbesse liegt nahe der Schnellfahrstrecke Hannover–Würzburg.

## Persönlichkeiten
Söhne und Töchter des Ortes
- Friedrich Busse (1835–1898), Begründer der deutschen Hochseefischerei